# Schüpfheim
Schüpfheim és un municipi del cantó de Lucerna (Suïssa), cap del districte d'Entlebuch.

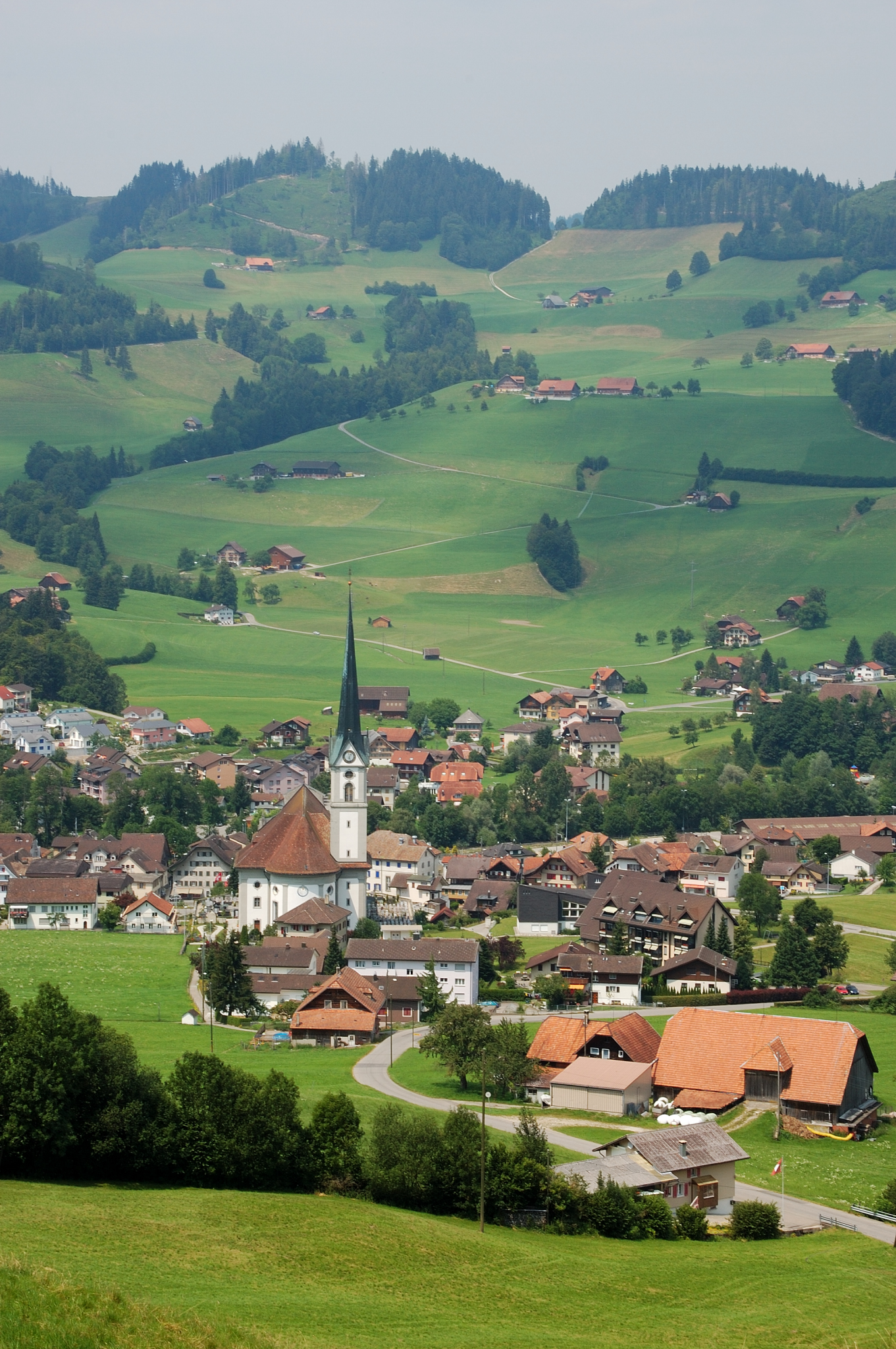
Vista de Schüpfheim